# The Daily Californian
The Daily Californian (Daily Cal) est un journal indépendant dirigé par des étudiants qui dessert l'université de Californie, le campus de Berkeley et sa communauté environnante. Une édition imprimée est publiée quatre jours par semaine les lundi, mardi, jeudi et vendredi au cours de l'année scolaire et deux fois par semaine en été. Fondé en 1871, le Daily Californian est l'un des plus anciens journaux de la côte ouest et l'un des plus anciens journaux universitaires des États-Unis.
La circulation du journal est, en 2019, d'environ 10 000 exemplaires pour un campus d'environ 35 000 étudiants.

## Histoire
Le Daily Californian est devenu indépendant de l'UC Berkeley en 1971 après que l'administration du campus a limogé trois rédacteurs en chef au sujet d'un éditorial encourageant les lecteurs à "reprendre" People's Park. Les deux parties sont parvenues à un accord et le Daily Californian a acquis une indépendance financière et éditoriale vis-à-vis de l'université. Il est depuis publié par une société indépendante, l'Independent Berkeley Students Publishing Company, Inc.. La licence est délivrée au nom des régents de l'université de Californie,,.

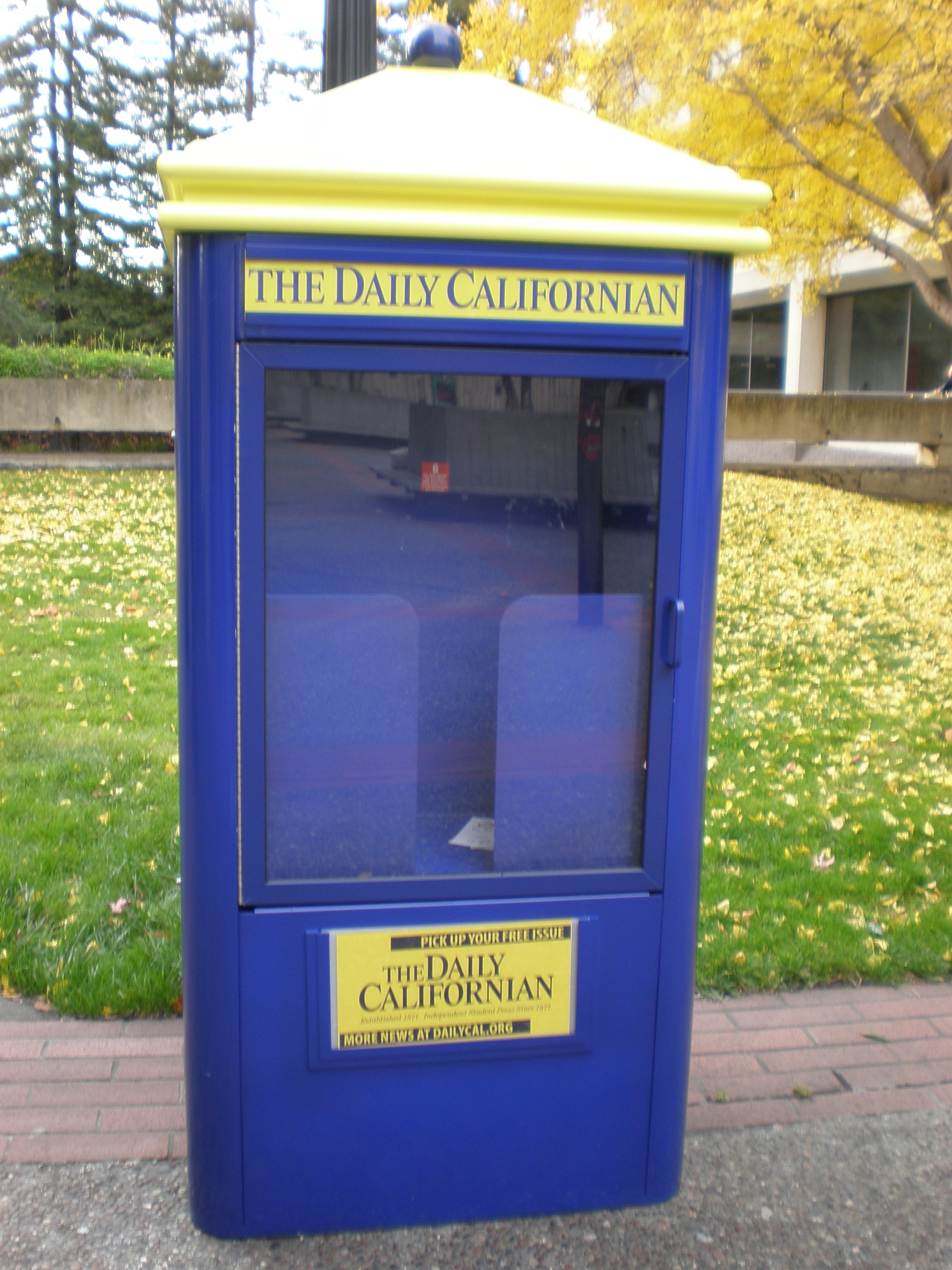
Un support sur le campus l'UC Berkeley.

## Anciens élèves notables
- Max Boot (1992) - Chroniqueur et auteur conservateur
- Darrin Bell (1993) - Dessinateur éditorial primé au prix Pulitzer du Washington Post Writers Group & King
- David Brock (1983) - Fondateur de Media Matters for America
- Warrington Colescott (1941–42) - Peintre et graveur
- John R. Emshwiller (1972) - correspondant national principal du Wall Street Journal
- Ron Fimrite (1949) - Humoriste, historien, auteur et écrivain sportif, connu pour ses 34 années de carrière en tant que journaliste pour Sports Illustrated[6]
- Marguerite Higgins (1941) - Correspondante de guerre gagnante d'un prix Pulitzer
- Karl Kasten (1938) - Artiste expressionniste abstrait primé
- David Lazarus (1983) - chroniqueur spécialisé dans les affaires et la consommation pour le Los Angeles Times ; auparavant, chroniqueur primé pour le San Francisco Chronicle[7]
- T. Christian Miller (1992) - Reporter d'investigation, auteur et correspondant de guerre récompensé par le prix Pulitzer et travaillant pour ProPublica[8]
- Johnathan A. Rodgers (1967) - PDG / président de TV One, ancien président de Discovery Networks et reporter pour Sports Illustrated et Newsweek[9],[10]
- Michael Silver (1988) - chroniqueur de la NFL pour NFL.com ; auparavant, auteur primé de la NFL pour Sports Illustrated, auteur de l'histoire du jeu Super Bowl du magazine pendant 12 années consécutives de 1994 à 2006; co-auteur de livres de Jerry Rice, Dennis Rodman, Kurt Warner et Natalie Coughlin[11],[12]
- Henry T. Weinstein (1966) - Journaliste primé du Los Angeles Times[13]
- Jann Wenner (1966) - Fondateur de Rolling Stone